# Avraham Shlonsky

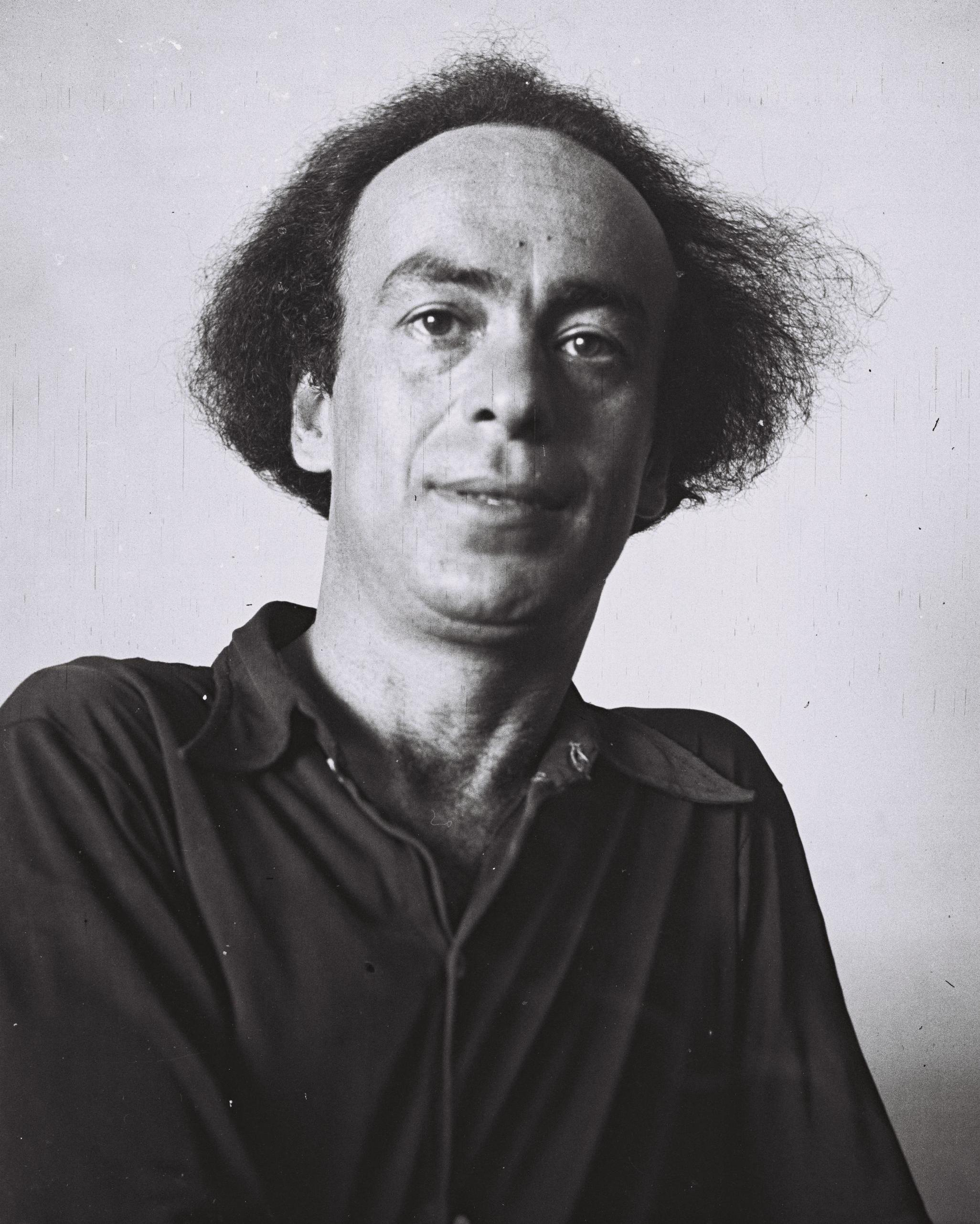
Avraham Shlonsky (1936)

Avraham Shlonsky (hebräisch אברהם שלונסקי; geboren 6. März 1900 in Karjokow, heute zu Krementschuk, Ukraine; gestorben 18. Mai 1973 in Tel Aviv) war ein israelischer Schriftsteller und Übersetzer.

## Leben
Avraham Shlonsky wurde im Russischen Kaiserreich in eine chassidische Familie geboren, deren Mitglieder Anhänger der Chabad-Bewegung und des von Achad Ha'am entwickelten kulturellen Zionismus waren. Sein Vater war an Volksmusik interessiert und vertonte ein Gedicht von Saul Tschernichowski. Im Alter von 13 Jahren wurde Avraham Shlonsky nach Eretz Israel geschickt, wo er das Hebräische Herzlia-Gymnasium in Tel Aviv besuchte. Kurz vor Beginn des Ersten Weltkriegs kehrte er nach Russland zurück und setzte seine Ausbildung an einer nicht-religiösen jüdischen Mittelschule in Jekaterinoslaw fort. 
Sein erstes Gedicht erschien 1919. Im Jahr 1921 ging er mit einer Gruppe von Chaluzim (Pionieren) nach Palästina zurück, arbeitete im Straßenbau und verbrachte einige Zeit im neu gegründeten Kibbuz En Harod. 1922 zog er erneut nach Tel Aviv, wo er zusammen mit Uri Zvi Greenberg und Jizchak Lamdan bald zu den führenden Vertretern moderner hebräischer Literatur gehörte. 1924 unternahm Shlonsky eine Studienreise nach Paris. 
Zurück in Tel Aviv wurde Shlonsky Mitarbeiter bei verschiedenen Zeitungen der politischen Linken: 1925 bei der neu gegründeten Davar des Gewerkschaftsbunds Histadrut, von 1928 bis 1943 bei Haʾaretz und anschließend bei Al ha-Mischmar, welche der Partei Mapam angeschlossen war, der Shlonsky selbst angehörte. Als führender israelischer Intellektueller leitete er die Delegationen seines Landes an weltweiten Konferenzen der Friedensbewegung. Er war ein Stammgast des Café Kassit in Tel Aviv. Dort traf er auf seinen Berufskollegen Nathan Alterman, der das Lokal ebenfalls frequentierte.

## Werk
Shlonskys poetisches Werk spiegelt von Anfang an seine persönlichen Erfahrungen. Er schildert zunächst furchtbare Szenen aus dem Ersten Weltkrieg, Pogrome gegen ukrainische Juden sowie die Widersprüche der Russischen Revolution: messianische Sehnsüchte verbunden mit chaotischen Ausbrüchen von Grausamkeit. Das Gedicht Hitgalut (Offenbarung) steht am Anfang seiner Gesammelten Gedichte und beschreibt die Zerrissenheit des Autors, der an der Schwelle einer neuen Welt steht und mit Wehmut die langsame Zerstörung der alten Welt mit ansehen muss. In den 1930er Jahren nehmen seine Gedichte der quadratischen Angst das Leitmotiv der menschlichen Perversität auf und drücken die Angst vor dem nahenden Holocaust aus. Zur selben Zeit forderte Shlonsky in zahlreichen Zeitungsartikeln eine poetische Erneuerung.
Als Übersetzer übertrug Shlonsky Hauptwerke der Weltliteratur ins Hebräische, darunter König Lear und Hamlet von Shakespeare, vier von Tschechows wichtigsten Theaterstücken, Puschkins Versroman Eugen Onegin und das Drama Boris Godunow, Der Revisor von Gogol, Erzählungen von Isaak Babel und vieles andere mehr. Er schrieb auch drei Kinderbücher, darunter Uz Li Guz Li, eine Bearbeitung des deutschen Rumpelstilzchens.